# ماء مهوى

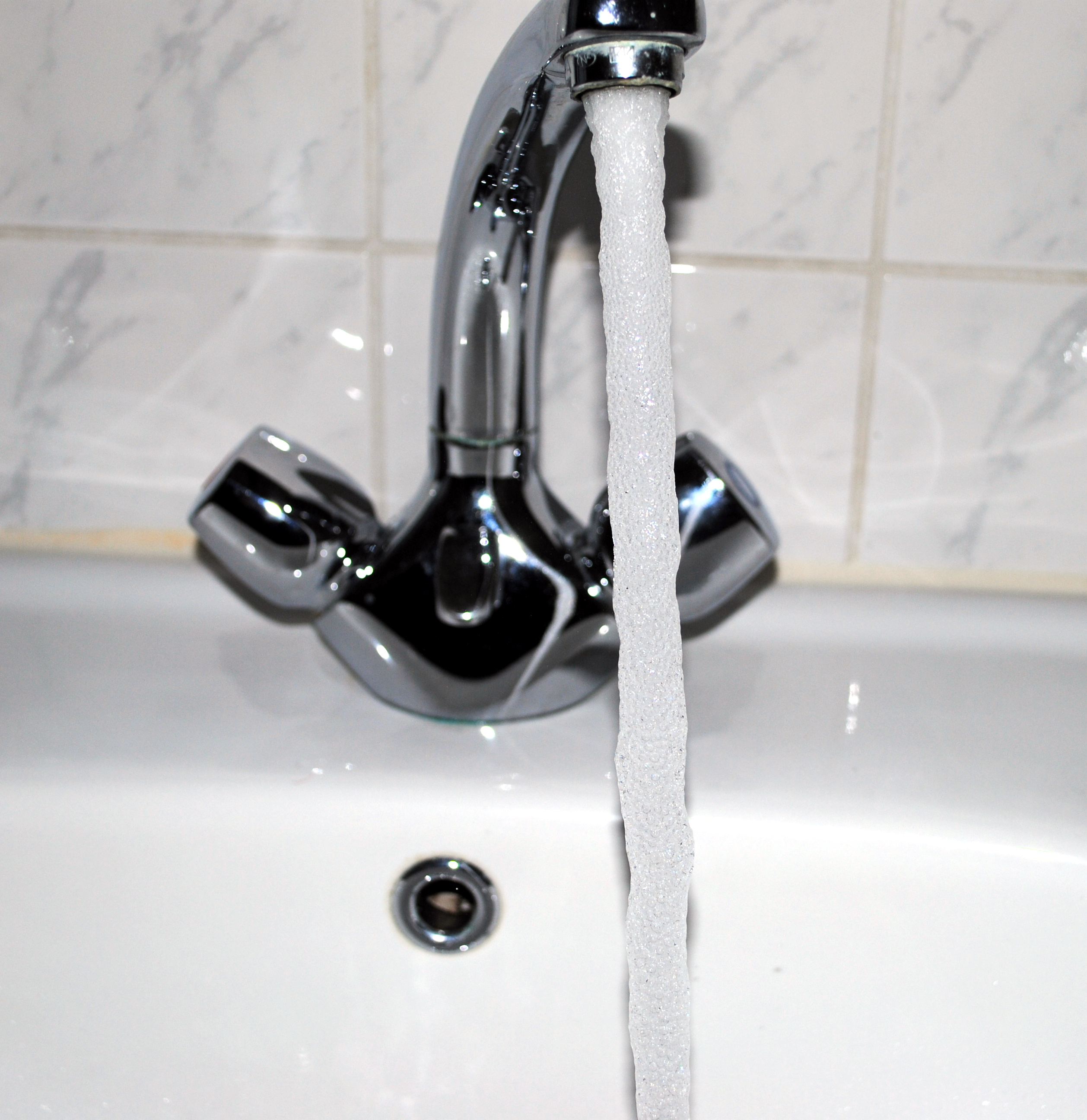
ماء مهوَّى ينزل من صنبور ماء.

الماء المهوَّى هو في حقيقة الأمر، ماء مقطر بحيث يُضاف إليه هواء منقى لتحسين مذاقه.
ويُطلق هذا المصطلح باستمرار للإشارة إلى المياه المكربنة.

## الهدف من التهوية

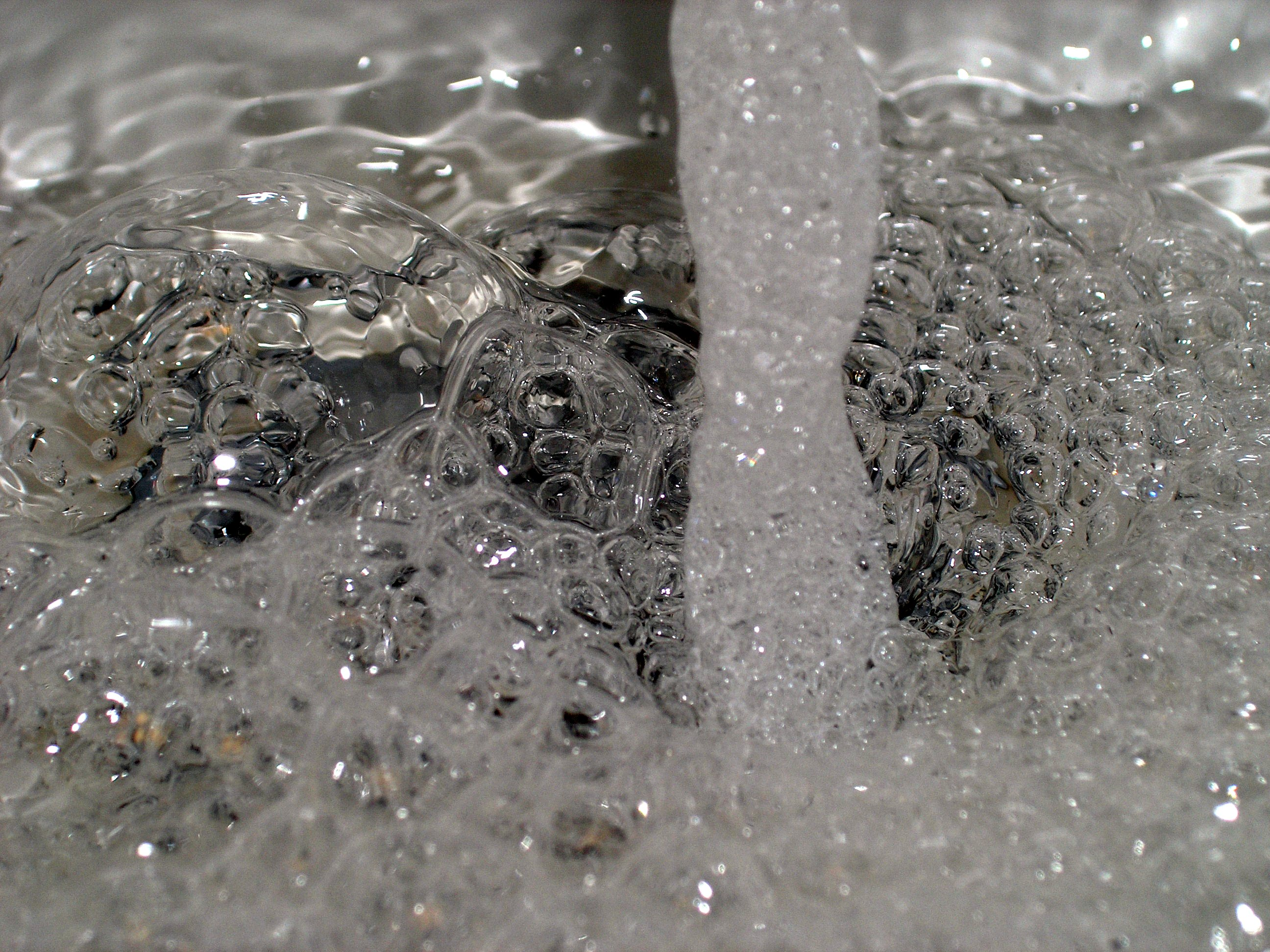
ماء مهوَّى يخرج من صنبور

لا تعد مركبات الكبريت الذائبة في الماء خطيرة بالضرورة ولكنها يمكن أن تحدث طعمًا غير مستحب أو رائحة كريهة. يمكن نزع هذه المكونات بعدة طرق ولكن الطريقة الأكثر فعالية هي تعريضها لغاز الكلور. ولكن التهوية يمكن أن تتم بفعالية أيضًا إذا كانت كمية الكبريت في الماء منخفضة نسبيًّا.
وفي أثناء عملية التهوية، يُضخ الماء في صهريج غير مضغوط ويتم تحريكه. وتؤدي هذه الحركة إلى إزالة العديد من المركبات الكبريتية والتي يتم إخراجها لاحقًا. كما أن تعريض الماء للأوكسجين في الهواء يؤدي أيضًا إلى أكسدة بعض المركبات، مما يؤدي إلى تكون كبريت ذري يمكن ترشيحه من الماء.
وتعد عملية التهوية أيضًا وسيلة فعالة لإزالة الرادون من الماء.
وعادة ما تعتمد الصهاريج الصغيرة والبرك المخصصة للمحافظة على الكائنات البحرية مثل الأسماك أو سرطانات البحر على التهوية للمحافظة على مستوى مناسب من الأكسجة في الماء. ويمكن أن يتحقق ذلك من خلال ضخ قدر من الهواء في الماء، مما يسمح للماء بإحداث فقاعات في السطح، أو من خلال نافورة تؤدي إلى إثارة الماء. تؤدي كلتا الطريقتين إلى إحداث قدر هائل ومتحرك من مناطق الفراغ بين الماء والهواء مما يسمح بانتقال الغازات.
إن الحركات الموجية على الشواطئ للكميات الهائلة من المياه يمكنها توفير قدر من التهوية للماء في المنطقة المجاورة، مما يوفر قدرًا من الأكسجة الزائدة الأمر الذي قد يفيد العديد من أشكال الحياة البحرية.